# テレリ
テレリ (Teleri) は、J・R・R・トールキンの『ホビットの冒険』、『指輪物語』、『シルマリルの物語』などに登場する、架空の種族。
ヴァラールの呼び出しに応え、エルウェとオルウェに率いられてクウィヴィエーネン（目覚めの湖）から旅立った、銀髪のエルフ（クウェンディ）。エルダールの第三陣。エルダールのうちでもっとも歩みが遅く、先行するヴァンヤール、ノルドールによってテレリ（最後に来る者）と名付けられた。かれら自身の呼び名は、「歌い手」すなわちリンダール（Lindar）である。
西方への旅の途中、分裂を繰り返し、以下の様に多くの支族に分かれた。

## ウーマンヤール
クイヴィエーネンから旅立ったものの、さまざまな理由からアマンにたどり着かなかったテレリの支族を「アマンに属さぬ者」ウーマンヤール（Úmanyar）と呼ぶ。二つの木の光を見なかったモリクウェンディ（暗闇のエルフ）に含まれる。

### ナンドール
テレリの一行が大河アンドゥインの東岸で旅の脚を止めて休んでいたとき、このまま大河とその向こうの霧ふり山脈を越えることを拒む者たちがいた。かれらは「引き返したる者たち」、すなわちナンドール（Nandor）と呼ばれ、レンウェ（Lenwë）を指導者にしてアンドゥイン沿いに南下していった。その後の彼らの消息についてはよくわかっていないが、大河の谷間の森に住む者、河口まで達して海辺に住む者、白の山脈づたいに再び北上してエリアドール地方に入ったものがいると伝えられる。
ナンドールは、水辺に住むことを好む点は元のテレリと同じだが、それ以外は他のエルフとすっかり変わってしまった。鳥獣草木のことに詳しいのがかれらの特徴である。

### シンダール
テレリが東ベレリアンドに滞留しているとき、指導者エルウェが行方不明になる事件が発生した。かれの捜索中にアマンへの出発の時機を逃してしまい、多くのテレリは急いで海辺へと向かったが、その場に残ってエルウェを待ち続けることを選んだ者たちもいた。やがてエルウェはマイアのメリアンとともに帰還し、「灰色マント王」エル・シンゴルとして知られるようになった。かれを再度王として迎えたテレリは「灰色エルフ」シンダール（Sindar）と呼ばれ、中つ国で大いに栄えた。

### ライクウェンディ
オークの出現に恐れを抱いたナンドールの一部は、レンウェの息子デネソール（Denethor）に率いられ、遅ればせながら青の山脈を越えてベレリアンドに入った。かれらは同族であるシンダールに歓迎され、山脈にほど近いオッシリアンドに住み着いた。モルゴスがシンゴル王に対してオークの軍勢を差し向けたとき、援軍要請を受けたナンドールは大挙して参戦し、合戦を勝利へと導いたが、武装が貧弱だったために受けた被害もまた大きかった。デネソールはアモン・エレブの丘の上で包囲されて討ち死にし、ナンドールはかれを悼んで新しい王をいただこうとはしなかった。
この戦いがナンドールに与えた恐怖は多大なものがあった。庇護を求めてシンゴル王の国に入るものも大勢おり、その中には後にトゥーリンを罵倒して返り討ちにあったサイロス（Saeros）のように国の要職につくものもいた。一方オッシリアンドに残ったものたちは、以後は戦いに打って出ることはせず、森の中に用心深く隠れ住んだ。かれらは木々に溶け込む色の服装をしていたので、「緑のエルフ」すなわちライクウェンディ（Laiquendi）と呼ばれた。かれらはオッシリアンド最大の河ゲリオンに宿るウルモの力に守られ、容易には姿を見せなかったが、その歌声を遠く耳にすることはできた。そのためノルドールは、かれらの住む土地を「楽の音の国」リンドン（Lindon）と名づけた。
ライクウェンディは静かな暮らしを好み、人間が東から来訪したときには、これを疎ましく思い追い払おうとしている。しかし戦いから完全に無縁になることはできず、合戦に敗れたフェアノールの息子たちを迎え入れたり、ベレンとともにシンゴル王の国を荒らしたドワーフの討伐におもむいたこともあった。

### ファラスリム
テレリ族の多くが大海の岸辺にたどり着いたときには、すでにヴァンヤールもノルドールも西方に旅立った後だった。そこでかれらはシリオンの河口に住まい、オッセから海について多くのことを学んだ。やがてノルドールの要請を受けたウルモがテレリを迎えに来たが、かれらの歌を愛するオッセは離ればなれになることを嘆いた。そこで一部のエルフは中つ国に残留することを決め、ベレリアンド西部の沿岸ファラス（Falas）に住む者として、ファラスリム（Falathrim）と呼ばれるようになった。
ファラスリムはキーアダンを領主とし、ブリソンバールとエグラレストの港を建造した。中つ国最初の船乗りはかれらである。ファラスリムは一時繁栄を謳歌したものの、モルゴスが中つ国で勢力を広げ始めると、戦乱に巻き込まれるようになった。そしてニアナイス・アルノイディアドの後にモルゴスが送り込んだ大軍によってファラスは荒らされ、2つの港は陥落して多くの犠牲者を出した。少数の生き残りは船でシリオンの河口や、その先のバラール島に落ち延びた。

### シルヴァン・エルフ
怒りの戦いの余波によってベレリアンドは崩壊し、大地は海に沈んだ。エルダールは青の山脈のふもとリンドンに新たな国を作り、ギル＝ガラドを王にいただいた。だがテレリの生き残りには山脈を越えて内陸へと向かう者もいて、かれらはその地でシルヴァン・エルフ（森のエルフ）と出会い、ともに暮らすようになった。シルヴァン・エルフとは霧ふり山脈を越えなかったナンドールのことと思われる。

## ファルマリ
オルウェとともにアマンへと渡り、カラクウェンディ（光のエルフ）となったテレリを「海のエルフ」ファルマリ（Falmari）と呼ぶ。しかし『シルマリルの物語』中での用例は少なく、単にテレリと呼ばれることが多い。
波の音を愛するファルマリはアマン到達後もすぐには本土へ上陸せず、かれらを運んで大海を渡った「離れ島」トル・エレッセアに長くとどまっていた。そのためにヴァンヤールやノルドールとは話す言葉が若干違ってしまったほどである。しかし二つの木の光を求める心もまたファルマリの中から消えることはなく、オッセに建造法を伝授された白い船でついにアマンの岸辺エルダマールへと移住した。かれらは「白鳥港」アルクウァロンデを建造し、海から得た真珠でオルウェの館を飾った。また、オルウェの娘エアルウェンは「アルクウァロンデの白鳥乙女」と称された。
ファルマリはノルドールから多くの宝石をもらい、友好関係を保っていた。しかし逃亡したモルゴスを追うフェアノールが船の供出を求めたときには拒絶した。これは友情からくる思いやりのゆえだったのだが、心を硬化させたフェアノール一党の手によって多数のファルマリが命を奪われ、船を盗まれてしまった。そのため、後に怒りの戦いにエルダールの軍勢が出陣するときが来ても、参戦を望むファルマリはほとんどいなかった。それでもかれらの同族に当たるエルウィングの言葉には耳を傾け、船でヴァリノールの軍勢を運びはしたが、水夫たちは下船して中つ国の土を踏もうとはしなかった。